# SummerSlam (2016)
Cet article concerne l'édition 2016 du pay-per-view SummerSlam. Pour toutes les autres éditions, voir SummerSlam.
 (septembre 2016).
Le contenu est difficilement compréhensible vu les erreurs de traduction, qui sont peut-être dues à l'utilisation d'un logiciel de traduction automatique.
L’édition 2016 de SummerSlam est un Premium Live Event de catch (lutte professionnelle) produit par la World Wrestling Entertainment, une fédération de catch américaine qui est télédiffusée et visible en paiement à la séance sur le WWE Network, ainsi que gratuitement sur la chaîne de télévision française AB1. L'événement a eu lieu le 21 août 2016 au Barclays Center à Brooklyn (New York). Il s'agit de la 29e édition de SummerSlam qui fait partie, avec le Royal Rumble, WrestleMania et les Survivor Series, du « Big Four ».

## Contexte
Les spectacles de la World Wrestling Entertainment (WWE) sont constitués de matchs aux résultats prédéterminés par les scénaristes de la WWE. Ces rencontres sont justifiées par des storylines – une rivalité avec un catcheur, la plupart du temps – ou par des qualifications survenues dans les shows de la WWE telles que Raw et SmackDown. Tous les catcheurs possèdent une gimmick, c'est-à-dire qu'ils incarnent un personnage gentil (Face) ou méchant (Heel), qui évolue au fil des rencontres. Un événement comme SummerSlam est donc un événement tournant pour les différentes storylines en cours,.

### Brock Lesnar contre Randy Orton
Le 7 juillet à SmackDown Live, il est annoncé que Brock Lesnar va affronter Randy Orton au PLE. Le 23 juillet à Battleground, The Viper fait son retour de blessure après 8 mois d'absence et porte un RKO sur Chris Jericho pendant l'émission Highlight Reel de ce dernier.

### Finn Bálor contre Seth Rollins pour le titre Universel
Le 23 juillet à Battleground, Dean Ambrose a conservé son titre mondial en battant ses deux anciens frères du Shield, Roman Reigns et Seth Rollins dans un Triple Threat match. Deux soirs plus tard à Raw, Mick Foley, le GM du show rouge et Stephanie McMahon, la commissionnaire, présentent une nouvelle ceinture pour le show rouge : le WWE Universal Championship, annoncent que Seth Rollins est automatiquement désigné aspirant no 1 à la ceinture au PLE et l'organisation de deux Fatal 4-Ways matchs, dont les vainqueurs s'affronteront en fin de soirée. Ce soir-là, Finn Bálor remporte la première stipulation en battant Cesaro, Kevin Owens et Rusev. Un peu plus tard, Roman Reigns remporte la seconde stipulation en battant Chris Jericho, Sami Zayn et Sheamus. À la fin de la soirée, l'Irlandais bat le Samoan et devient, lui aussi, aspirant no 1 à la ceinture au PLE.

### Dean Ambrose (c) contre Dolph Ziggler
Le 23 juillet à Battleground, Dean Ambrose a conservé son titre mondial en battant ses deux anciens frères du Shield, Roman Reigns et Seth Rollins dans un Triple Threat match. Trois soirs plus tard à SmackDown Live, Dolph Ziggler remporte le 6-Pack Challenge en battant AJ Styles, Apollo Crews, Baron Corbin, Bray Wyatt et John Cena et devient aspirant no 1 à la ceinture au PLE.

### Sasha Banks (c) contre Charlotte
Le 23 juillet à Battleground, Sasha Banks et Bayley ont battu Charlotte et Dana Brooke. Deux soirs plus tard à Raw, The Boss devient la nouvelle championne de la WWE en prenant sa revanche sur The Queen et remporte le titre pour la première fois de sa carrière. Le 30 juillet, il est annoncé que les deux catcheuses vont s'affronter dans un match revanche pour la ceinture au PLE.

### The Miz (c) contre Apollo Crews
Le 23 juillet à Battleground, le match entre The Miz et Darren Young, pour le titre Intercontinental, se termine en double disqualification, mais le premier conserve son titre. Le 2 août à SmackDown Live, Apollo Crews bat Baron Corbin et Kalisto dans un Triple Threat match et devient aspirant no 1 pour la ceinture au PLE.

### AJ Styles contre John Cena
Après la victoire de AJ Styles contre John Cena à Money in the Bank (2016), The Club (Styles, Karl Anderson, et Luke Gallows) ont commencé à attaquer Cena jusqu'à ce que Enzo Amore et Big Cass soient venus à l'aide de Cena, ce qui a entraîné un six-tag team match lors de Battleground. Lors de l'évènement, Cena, Amore et Cass ont battu The Club. À la suite du Draft, Enzo, Cass, Anderson et Gallows ont été rédigés vers RAW, alors que Cena et Styles ont été rédigés à SmackDown, ce qui a mis fin aux deux équipes. Le 2 août à SmackDown, Styles a contesté Cena un autre match à SummerSlam, Cena a accepté. Le 16 août à SmackDown, après que Cena ait battu Alberto Del Rio, Styles a attaqué Cena avec un Phenomenal Forearm, mais Cena a riposté avec un Attitude Adjustment/FU, suivie d'un second Attitude Adjustment à travers la table des commentateurs.

### The New Day contre The Club
Le 25 juillet à RAW, The New Day font une fête dans le ring après être devenus les plus longs champions par équipe de la WWE (battant donc le record de Paul London & Brian Kendrick). Big E, Kofi Kingston, et Xavier Woods, ont ensuite demandé aux fans de Pittsburgh de choisir une personne pour qu'elle vienne les rejoindre et célébrer avec eux. Luke Gallows et Karl Anderson ont ensuite attaqué les trois membres du New Day. La semaine suivante à RAW, Big E et Kingston remportent un match par équipe contre Gallows & Anderson. Gallows et Anderson ont attaqué les trois membres du New Day, Gallows et Anderson ont envoyé Big E contre le poteau en acier, provoquant une contusion à laine de Big E. Le 8 août, il a été annoncé que Woods & Kingston défendront leur titre contre The Club à SummerSlam.

### Jeri-KO contre Enzo & Big Cass
Après le match par équipe mixte, Chris Jericho a attaqué Enzo Amore jusqu'à ce que Big Cass soit venu aider son partenaire. Plus tard dans l'événement. La semaine suivante, Jericho a défait Amore par disqualification quand Cass a interféré. Après le match, Cass a contesté à Owens et Jericho à un match par équipe à SummerSlam, Owens et Jericho, maintenant se faisant appeler "Jeri-KO".

### Rusev contre Roman Reigns
Le 1er août à RAW, après que Rusev ait vaincu Mark Henry pour conserver le titre des Etats-Unis, Roman Reigns est arrivé pour affronter Rusev. La semaine suivante, Reigns interrompt Rusev et Lana durant la célébration de leur mariage et a lancé un défi à Rusev pour le titre. Rusev et Reigns ont commencé à se battre, mais à la suite d'une erreur de Reigns, Lana est tombé dans un gâteau de mariage. Dans les coulisses, Mick Foley a dit à une Lana en colère et Rusev qu'il allait défendre son titre US contre Reigns à SummerSlam. Plus tard cette nuit, Rusev a défendu avec succès son titre dans un match contre Cesaro, qui a estimé qu'il devrait également avoir une chance au titre. Après le match, Roman Reigns porte un Spear sur Rusev. Reigns bat Rusev dans un match sans le titre en jeu la semaine suivante.

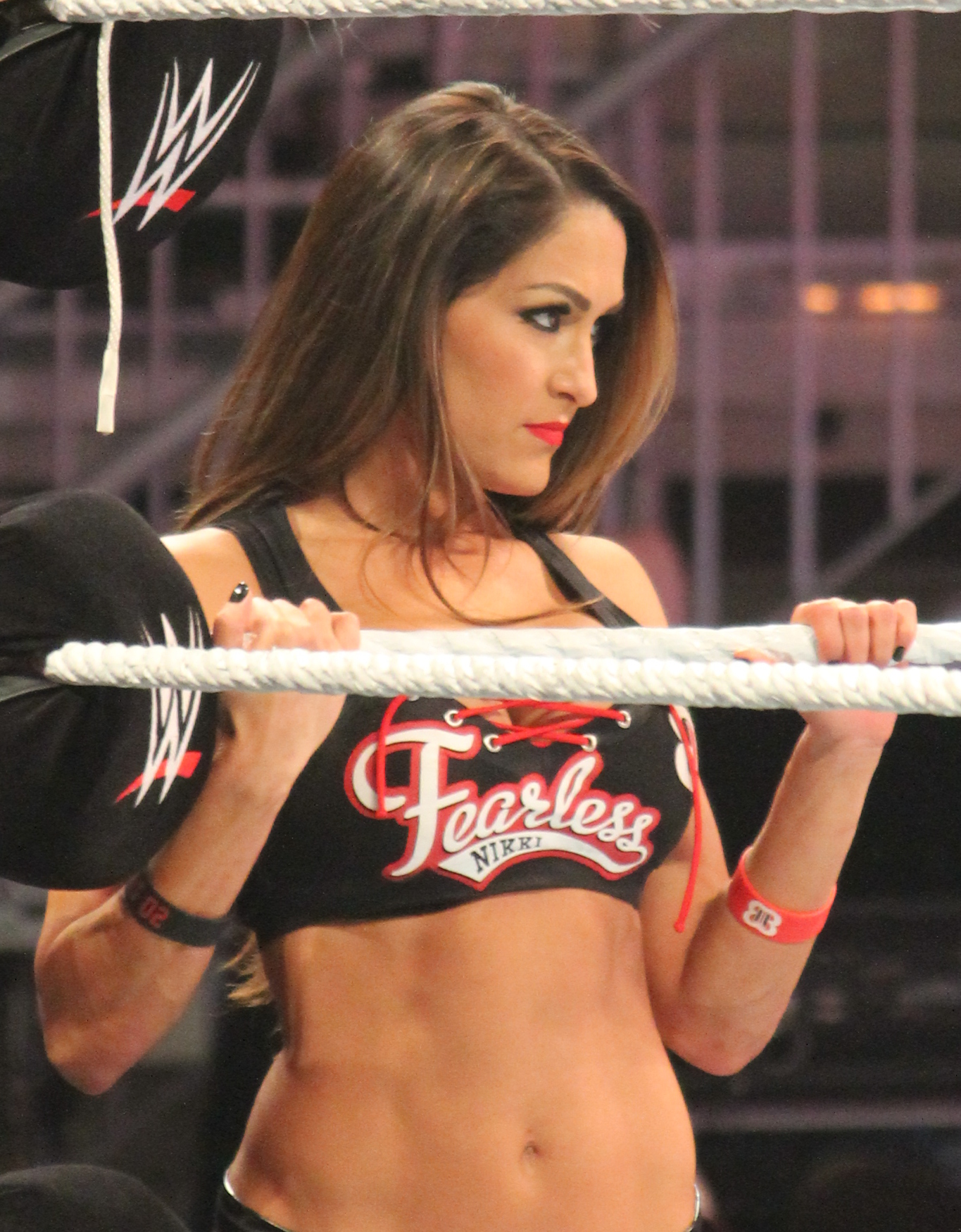
Nikki Bella fait son retour dans la soirée pour prendre la place d’ Eva Marie, suspendue.

### Sheamus contre Cesaro
Après avoir perdu contre Cesaro lors du RAW du 1er août , Sheamus a attaqué Cesaro. Le 8 août, Cesaro a vaincu Sheamus à nouveau, mais il a perdu un match pour le championnat des Etats-Unis contre Rusev après une intervention de Sheamus. Le 15 août à RAW  , Cesaro distrait Sheamus, qui lui coûtera alors un match contre Sami Zayn. Pendant une interview qui a suivi le match, le Manager General de RAW, Mick Foley, a prévu une Best-of-Seven Series entre les deux, le premier match ayant lieu à SummerSlam. Le 19 août, le match a été déplacé dans le pré-show de SummerSlam.

### Becky Lynch, Naomi & Carmella contre Natalya, Nikki Bella & Alexa Bliss
Le 16 août à SmackDown, un Six Woman Tag Team match est annoncé entre Carmella, Becky Lynch et Naomi contre Natalya, Alexa Bliss et Eva Marie, chaque participante d'une équipe étant en rivalité avec une de l'autre équipe. Le 18 août, Eva Marie est suspendue 30 jours par la WWE pour non-respect des règles de la Wellness Policy. Cette suspension annule sa participation à ce match, elle est alors remplacée par Nikki Bella qui revient de sa blessure.

## Tableau des matchs
| Ordre par numéros | Résultat | Stipulation(s)                                                                 | Temps |
| --- | --- | ------------------------------------------------------------------------------ | ----- |
| 1P | The Usos (Jimmy et Jey), American Alpha (Chad Gable et Jason Jordan) et The Hype Bros (Mojo Rawley et Zack Ryder) battent Breezango (Fandango et Tyler Breeze), The Ascension (Konnor et Viktor) et The Vaudevillains (Aiden English et Simon Gotch) | 12-Man Tag Team match                                                          | 14:11 |
| 2P | Sami Zayn et Neville battent Dudley Boyz (Bubba Ray Dudley et D-Von Dudley) | Tag Team match                                                                 | 7:55  |
| 3P | Sheamus bat Cesaro | Premier Best of Seven Series match                                             | 14:10 |
| 4 | Jeri-KO (Chris Jericho et Kevin Owens) bat Enzo Amore et Big Cass | Tag Team match                                                                 | 12:08 |
| 5 | Charlotte bat Sasha Banks (c) | Match simple pour le WWE Women's Championship                                  | 13:51 |
| 6 | The Miz (c) (avec Maryse) bat Apollo Crews | Match simple pour le WWE Intercontinental Championship                         | 05:45 |
| 7 | AJ Styles bat John Cena | Match simple                                                                   | 23:10 |
| 8 | The Club (Luke Gallows et Karl Anderson) battent The New Day (Kofi Kingston et Xavier Woods) (c) (avec Big E) par disqualification | Tag Team match pour les WWE Tag Team Championship                              | 09:09 |
| 9 | Dean Ambrose (c) bat Dolph Ziggler | Match simple pour le WWE World Championship                                    | 15:18 |
| 10 | Nikki Bella, Alexa Bliss et Natalya battent Carmella, Becky Lynch et Naomi | 6-Women Tag Team match                                                         | 11:04 |
| 11 | The Demon King Finn Bálor bat Seth Rollins | Match simple Le gagnant deviendra le premier champion Universel de l'histoire. | 19:24 |
| 12 | Brock Lesnar (avec Paul Heyman) bat Randy Orton par KO technique | Match simple                                                                   | 11:45 |
| La lettre C placée entre parenthèses désigne la personne ou l’équipe championne en titre. P – indique que le match a eu lieu lors du pré-show | |                                                                                |       |

## Conséquences
Lors de l'introduction du WWE Universal Championship, la foule a commenté négativement la conception,,. La nuit suivante à RAW, après être devenu le champion inaugural, Finn Balor a rendu le titre vacant en raison d'une blessure à l'épaule contractée lors de son match à SummerSlam. La même nuit, le Manager General Mick Foley a annoncé un Fatal 4-Way match pour le RAW de la semaine prochaine pour couronner un nouveau champion. Seth Rollins, Kevin Owens, Big Cass, et Roman Reigns ont été chacun qualifié pour le match en battant Sami Zayn, Neville, Rusev et Chris Jericho respectivement. Aussi à RAW, il a été annoncé que Sasha Banks serait hors de combat en raison d'une blessure, jusqu'à au moins deux mois. Enfin, The Dudley Boyz ont annoncé leur retraite, mais ont été attaqués par Luke Gallows et Karl Anderson,.
Après l'événement, Randy Orton a reçu dix agrafes pour fermer sa lacération sur son front. Selon les témoignages, il y aurait eu une confrontation entre Brock Lesnar et Chris Jericho dans les coulisses. Selon Dave Meltzer du Wrestling Observer Newsletter, Jericho aurait dit que le main-event serait une "connerie" et a interrogé l'un des producteurs de la WWE, Michael Hayes, quant à savoir si la fin était prévue ou non. Après avoir obtenu aucune réponse de Hayes, Jericho était encore plus en colère. Lesnar a confronté Jericho et les deux se sont échangé quelques insultes avant que Triple H et Vince McMahon ne soient intervenus, McMahon indiquant à Jericho d'être plus professionnel, et que la fin était prévue.